# Canana

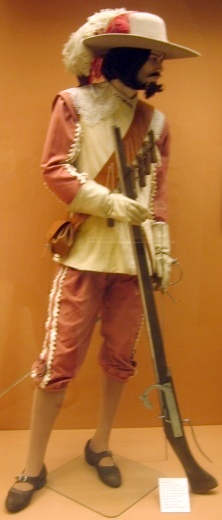
Arcabucero español con los doce apóstoles.

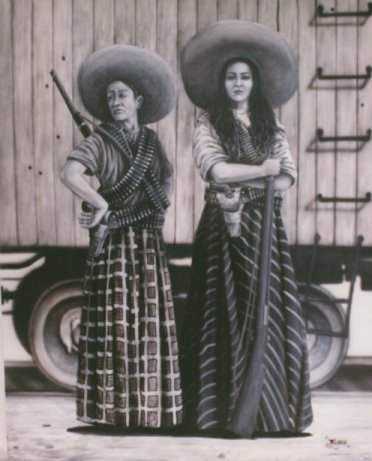
Mujeres mexicanas revolucionarias con las carrilleras cruzadas.

Una canana, carrilleras o bandolera es un cinturón dispuesto para llevar cartuchos o balas para recargar un arma de fuego. Un posible precedente serían los cinturones empleados por arcabuceros de los Tercios de Flandes, que llevaban doce cargas de pólvora y eran conocidos como los doce apóstoles. A principios del siglo XIX las cananas se elaboraban en cuero, después en lona y en la actualidad se fabrican en diversas telas sintéticas que le dan elasticidad. En México y otros países de Iberoamérica se acostumbró o se acostumbra llevar las cananas cruzadas al pecho y otra al cinturón que sostiene el revólver o pistola. 
Hoy en día algunas personas equivocan el nombre de canana y piensan que se refiere a la mochila de suministros o abastos (cantina) que utilizan las tropas o jinetes o vaqueros.

## Un poco de historia
El origen de la palabra canana según la Real Academia Española en su 23.ª edición, es "incierto". En esa edición se define escuetamente como "cinto dispuesto para llevar cartuchos", en tanto en anteriores ediciones la describe de diferente manera. En la edición de 1822 habla de una "cartuchera que se lleva ajustada al cuerpo y ceñida al vientre". En la de 1852, define como "cinto de cuero con tubos de hoja de lata para llevar los cartuchos". En la de 1884, propone como etimología el latín canna: caña, tubo; en la de 1899, el árabe quenana, carcaj. En la edición de 1914 se introducen matices en la definición: "cinto de cuero o lona, con tubos de hoja de lata o presillas para llevar cartuchos".

## Las cananas en la Revolución Mexicana
Las cananas son de origen europeo. Sin embargo, el país que mayor difusión les ha dado es México. En la memoria de todos los estudiosos está la representación del revolucionario mexicano Emiliano Zapata, de pie con fusil en la mano y las cananas cruzadas. Mejor conocidas en México como carrilleras.
Otro emblema de la Revolución mexicana fueron sus soldaderas o "adelitas": mujeres que siguieron a sus hombres, los revolucionarios mexicanos de esa época. La incipiente fotografía de aquellos días las toma con cananas cruzadas al pecho.